# Bayerns Dialekte Online
Das Sprachinformationssystem Bayerns Dialekte Online (BDO) ist eine Plattform der Bayerischen Akademie der Wissenschaften (BAdW), die die folgenden an ihr beheimateten Dialektwörterbücher digital vereint: das Bayerische Wörterbuch (BWB), das Dialektologische Informationssystem von Bayerisch-Schwaben (DIBS) und das Fränkische Wörterbuch (WBF). Das System stellt die Wortartikel dieser Wörterbücher in einheitlicher Form dar und erlaubt über erweiterte Suchoptionen eine gezielte Suche in deren gesamten Bestand.

## Projekt

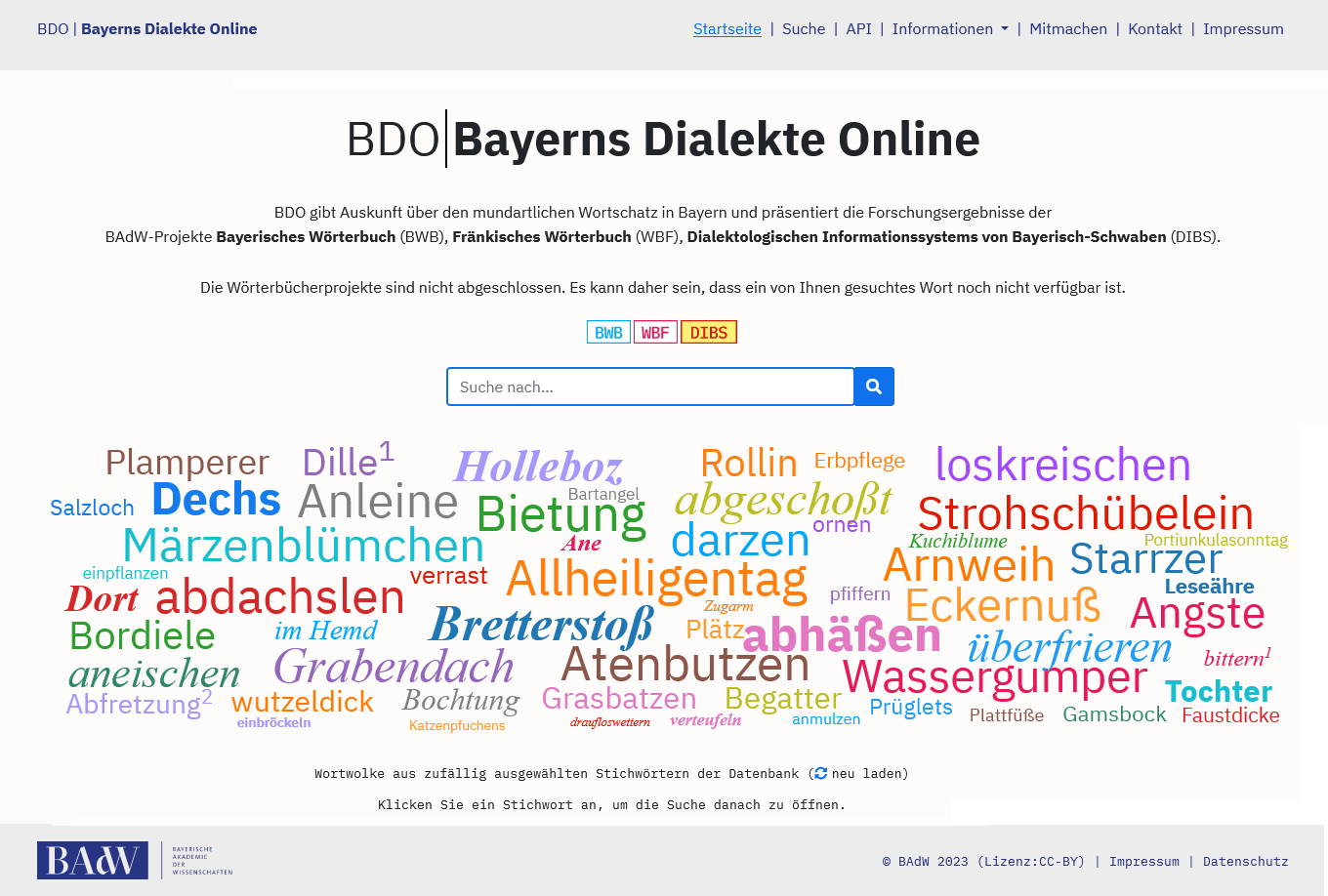
Startseite von BDO: Niedrigschwelliger Zugang über Wortwolke und einfaches Suchfeld

Mit BDO steht der Wortschatz der drei Großdialekte innerhalb des Freistaats Bayern – Bairisch, Fränkisch und Schwäbisch – allen Interessierten über eine Web-Anwendung zur freien Verfügung. Von Beginn an stand eine hohe Nutzerfreundlichkeit im Zentrum der Entwicklungsarbeiten, nicht zuletzt auch, um dem interessierten Laienpublikum einen niedrigschwelligen Zugang zu ermöglichen. Daher wurden zu diesem Zwecke Erkenntnisse der Nutzungsforschung für die Umsetzung verwendet sowie eigene Nutzerstudien durchgeführt.
Die Projektleiterin des Fränkischen Wörterbuchs, Mechthild Habermann, beschreibt das System in der Pressemitteilung zur Onlinestellung wie folgt: „Die BDO zeigt den Reichtum der Dialekte Bayerns im Verbund. Erst durch diese Gesamtschau wird deutlich, wie eng Bairisch, Schwäbisch und Fränkisch miteinander verwoben sind.“ Anthony Rowley, Projektleiter des Bayerischen Wörterbuchs, ergänzt hierzu: „Bayerns Dialekte Online wird einen ganz neuen Blick erlauben auf den Wortschatz der Dialekte aller Landesteile. Mit der neuen Datenbank wird man den Dialektwortschatz Altbayerns, Frankens und Schwabens nebeneinanderstellen und vergleichen können.“
Entwickelt wird BDO im „Referat für Digital Humanities - Forschung und Entwicklung“ der BAdW zusammen mit den Wörterbuchredaktionen. Auch nach der Fertigstellung von Version 1.0 im Winter 2022 wird kontinuierlich an neuen Funktionen und der Bereitstellung zusätzlicher Inhalte gearbeitet: So sollen insbesondere für das DIBS multimediale Inhalte eingebunden werden.

### Mehrere Zugangswege
Um verschiedenen Anforderungen für Online-Suchen Rechnung zu tragen, enthält BDO mehrere Zugangswege zu den Wörterbuchartikeln: Im Sinne eines niedrigschwelligen Zugangs bietet die Startseite unterhalb eines Eingabefeldes für den Suchbegriff zur Volltextsuche eine zufällig zusammengestellte Wortwolke, deren Inhalte durch einen Klick auf die entsprechende Artikelsuche führen. Die Hauptseite der Suche enthält nebst allgemeinem Suchfeld (für die Volltextsuche) die erweiterte Suche. Sie enthält Suchfelder und -optionen, um spezifischere Anfragen an die Datenbank stellen zu können. Durch sie lassen sich alle Artikeleinheiten adressieren, sodass u. a. gezielt nach einer Bedeutung, einem Beleg, einer etymologischen oder grammatischen Angabe gesucht werden kann. Auswahlfelder erleichtern die Eingabe der gewünschten Werte bei endlichem Vokabular, wie z. B. Herkunftssprachen oder Sachgruppen. Auch die räumliche Einschränkung auf einen Regierungsbezirk, Landkreis oder Ort bzw. Ortsteil ist auf dieser Seite möglich. Eine durchsuchbare Liste, die alphabetisch sowie je Projekt gefiltert werden kann, erlaubt es zudem, innerhalb aller Stichwörter zu suchen und die verfügbaren Ergebnisse bereits bei der Eingabe zu sichten. Des Weiteren können die genannten erweiterten Suchoptionen über eine Programmierschnittstelle (API) abgefragt werden.

### BDO als Publikationsplattform
Dem Dialektologischen Informationssystem von Bayerisch-Schwaben ebenso wie dem Fränkischen Wörterbuch dient BDO als Publikationsplattform, da beide Projekte keine gedruckten Wörterbücher herausgeben. Dem Bayerischen Wörterbuch dient BDO nach Ablauf der Schutzfrist von derzeit zwei Jahren als zusätzliche Publikationsform zum gedruckten Werk. Die Artikel sind jeweils mit einer offenen CC-Lizenz versehen.

## Materialbasis
Die beteiligten Projekte erarbeiten ihre Inhalte in voneinander unabhängigen Redaktionssystemen bzw. Editoren in jeweils unterschiedlichen Formaten und Strukturen. Für die Nutzung in Bayerns Dialekte Online werden deren Inhalte daher in ein gemeinsames XML konvertiert, das die Datenbasis von BDO darstellt.
Da die drei Wörterbücher selbst noch nicht abgeschlossen sind, ist auch der Bestand von Bayerns Dialekte Online noch nicht vollständig: Mit Stand April 2023 befinden sich rund 135.000 Stichwörter (Lemmata) in der Datenbank, die insgesamt mehr als 148.000 Bedeutungen und 738.000 Einzelbelege enthalten. Die Gesamtheit der Wortartikel in BDO setzt sich zusammen aus redaktionell händisch erarbeiteten Artikeln des BWB und DIBS sowie aus computergestützten, automatisch erstellten Artikeln des WBF. Für Einträge, die noch nicht vollständig bearbeitet sind, enthält BDO Platzhalter, die auf die jeweilige Arbeitsdatenbank mit Forschungsprimärdaten oder auf die entsprechende PDF-Publikation des Artikels führen. Monatlich durchgeführte Updates aktualisieren die Datenbasis.
Alle Einzelbelege sind geo-referenziert und dadurch auf einer Landkarte visualisierbar.
Zur (wissenschaftlichen) Nachnutzung können Suchergebnisse persistent abgespeichert werden. Zudem stehen sie als Download im XML-Format zur Verfügung.

## Geschichte
| Zeitraum          | Meilenstein                               |
| ----------------- | ----------------------------------------- |
| Ende 2017         | Beginn der Planungsphase                  |
| 11/2018           | Beginn umfangreicher Entwicklungsarbeiten |
| 10/2019           | erste redaktionsinterne Tests             |
| 07/2021           | öffentliche Live-Schaltung                |
| 12/2021 - 04/2022 | Nutzerstudie zur Benutzerfreundlichkeit   |
| 02/2022           | Anbindung an das Wörterbuchnetz Trier     |
| 11/2022           | Fertigstellung von Version 1.0            |